# Вестменленд (Мен)
Вестменленд (англ. Westmanland) — місто (англ. town) в США, в окрузі Арустук штату Мен. Населення — 79 осіб (2020).

## Демографія
Згідно з переписом 2010 року, у місті мешкали 62 особи в 31 домогосподарстві у складі 19 родин. Було 102 помешкання
Расовий склад населення:
| - 98,4 % — білих - 1,6 % — корінних американців |

До двох чи більше рас належало 0,0 %. Частка іспаномовних становила 0,0 % від усіх жителів.
За віковим діапазоном населення розподілялося таким чином: 16,1 % — особи молодші 18 років, 62,9 % — особи у віці 18—64 років, 21,0 % — особи у віці 65 років та старші. Медіана віку мешканця становила 55,0 року. На 100 осіб жіночої статі у місті припадало 121,4 чоловіків;  на 100 жінок у віці від 18 років та старших — 85,7 чоловіків також старших 18 років.
Середній дохід на одне домашнє господарство  становив 48 940 доларів США (медіана — 38 750), а середній дохід на одну сім'ю — 51 000 доларів (медіана — 40 833). За межею бідності перебувало 14,5 % осіб, у тому числі 66,7 % дітей у віці до 18 років та 0,0 % осіб у віці 65 років та старших.
Цивільне працевлаштоване населення становило 33 особи. Основні галузі зайнятості: освіта, охорона здоров'я та соціальна допомога — 42,4 %, мистецтво, розваги та відпочинок — 15,2 %, інформація — 12,1 %, будівництво — 12,1 %.